# Comuna Karksi
Karksi este o fost comună (vald) din Județul Viljandi, Estonia.
24 octombrie 2017 Karksi, Halliste, Abja și Mõisaküla, sa alăturat unei noi comună Comuna Mulgi.